# Cyclopecten nipponensis
Cyclopecten nipponensis is een tweekleppigensoort uit de familie van de Propeamussiidae. De wetenschappelijke naam van de soort is voor het eerst geldig gepubliceerd in 1962 door Takashi A. Okutani.